# Сапогово
Сапого́во (рос. Сапогово) — присілок у складі Ленінськ-Кузнецького округу Кемеровської області, Росія.

## Населення
Населення — 52 особи (2010; 43 у 2002).
Національний склад (станом на 2002 рік):
- росіяни — 89 %